# Jadro
A Jadro (másképpen Solinčica, latinul: Iader) egy folyó Horvátország déli részén, Dalmáciában a Salonai-mező területén. A folyót az ókorban Iadernak nevezték. Horvátországban róla kapta a nevét az Adriai-tenger (Jadransko more).

## Leírása
A folyó Split városától 9 km-re, a Mosor-hegység alatt Klissza határában ered 33 méteres tengerszint feletti magasságban és Salonánál ömlik a Kaštelai-öbölbe. Felső szakaszán sok pisztráng él, itt pisztrángtelepek is vannak. A folyó endemikus faja a dalmát pisztráng (Salmo obtusirostris), amely manapság veszélyeztetve van a behozott szivárványos pisztráng által.Ma Split, Salona, Donji Seget és Kaštela ivóvízellátását szolgálja.

## Jelentősége
A római korban a Jadro vizét akvadukton vezették Salona város  és a spliti Diocletianus-palota vízellátásához.   A folyót jelentősége és a régi horvát történelem eseményei miatt horvát Jordánnak is nevezik. A folyón található Gospin-sziget, ahol Don Frane Bulić (1846−1934) horvát történész és régész számos ószláv leletet fedezett fel, köztük Zárai Jelena királyné (?–976) szarkofágjáról való epitáfiummal rendelkező töredékeket, amelyek jelentősek a középkori horvát történelmi kronológia, a Trpimirović-ház korszakának megalapozásához.

## Lásd még
- Dalmácia
- Split

## Fordítás
Ez a szócikk részben vagy egészben  a   Jadro című horvát Wikipédia-szócikk ezen változatának fordításán alapul.  Az eredeti cikk szerkesztőit annak laptörténete sorolja fel. Ez a jelzés csupán a megfogalmazás eredetét és a szerzői jogokat jelzi, nem szolgál a cikkben szereplő információk forrásmegjelöléseként.